# 大笨猫：伍尔利斯反击
《大笨猫；伍尔利斯反击》是Black Forest Games开发的平臺遊戲。

## 介绍
《大笨猫；伍尔利斯反击》讲述大笨猫巴比斯（Bubsy）在寻找金羊毛的冒险过程中，到了一个名叫“充满异国情调的地方”。而「乌力/伍尔利斯」（Woolies）是喜欢线球的外星生物，为了盗取了巴比斯的珍藏金线球所以侵略地球，所以巴比斯出动，要从敌人手中取回线球，同时把他的金线球带回家。